# 布利斯-萊維特Mk 7型魚雷
布利斯-萊維特Mk 7型魚雷是1911年由E.W.布利斯公司和美國海軍魚雷站研發與生產的布利斯-萊維特魚雷。

## 歷史
Mk 7型魚雷是魚雷邁向現代的重大一步。這種創新設計的特點是使用蒸汽推進，將水和燃料噴入燃燒鍋燃燒，產生蒸汽。這顯著改善了魚雷的性能及表現。Mk 7型魚雷於1912年投入美國海軍船艦使用，在整個二戰期間仍有在使用。Mk 7型魚雷也在1920年代初期作為飛機發射武器進行了試驗。它在K，L，M，N，O級潛艇上使用，亦用於7艘在1924和1925年退役的R級潛艇(R-21 – R-27)。
1925年後，整個美國海軍艦隊中僅有O級潛艇裝備18寸魚雷。最初的16艘級潛艇中有7艘在二戰期間服役。二戰期間，所有O級潛艇都駐紮在新倫敦海軍潛艇基地，作為訓練平台。1945年，最後的O級潛艇退役時，Mk 7型魚雷隨之停止使用。

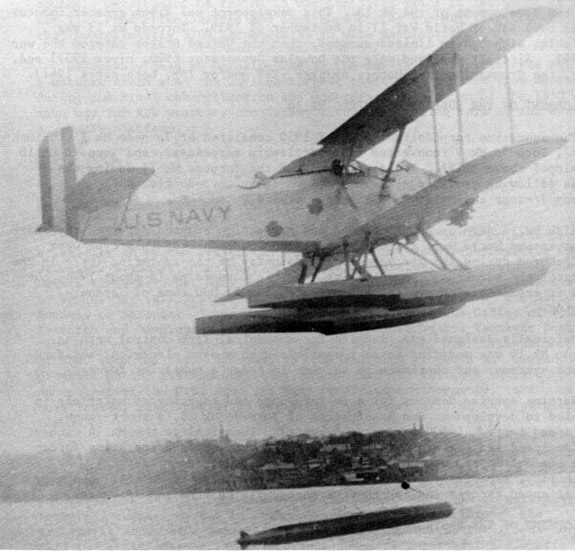
1920中期，訓練期間Mk 7型魚雷被DT-2魚雷飛機投下